# Coelognathus erythrurus
Espèce
Synonymes
- Plagiodon erythrurus Duméril, Bibron & Duméril, 1854

Coelognathus erythrurus est une espèce de serpents de la famille des Colubridae.

## Répartition
Cette espèce se rencontre :
- en Indonésie, aux Célèbes et sur l'île de Buton ;
- aux Philippines ;
- en Malaisie orientale, dans l’État de Sabah (la présence de cette espèce sur l'île de Bornéo est douteuse car elle peut être confondue avec Coelognathus flavolineatus[1]).

## Liste des sous-espèces
Selon The Reptile Database (3 septembre 2014) :
- Coelognathus erythrurus celebensis (Jan, 1863) - Célèbes
- Coelognathus erythrurus erythrurus (Duméril, Bibron & Duméril, 1854)
- Coelognathus erythrurus manillensis Jan, 1863 - Luçon
- Coelognathus erythrurus psephenourus Leviton, 1979

## Taxinomie
La sous-espèce Coelognathus erythrurus philippinus a été élevée au rang d'espèce par Helfenberger en 2001.

## Publications originales
- Duméril, Bibron & Duméril, 1854 : Erpétologie générale ou histoire naturelle complète des reptiles. Tome septième. Première partie, p. 1-780 (texte intégral).
- Jan, 1863 : Elenco Sistematico degli Ofidi descriti e disegnati per l'Iconografia Generale. Milano, A. Lombardi, p. 1-143 (texte intégral).
- Leviton, 1979 : Contributions to a review of Philippine snakes. XIII. The snakes of the genus Elaphe. The Philippine journal of science, vol. 106, p. 99-128.